# Amblyopone hackeri
Amblyopone hackeri är en myrart som beskrevs av Wheeler 1927. Amblyopone hackeri ingår i släktet Amblyopone och familjen myror. Inga underarter finns listade i Catalogue of Life.

## Bildgalleri

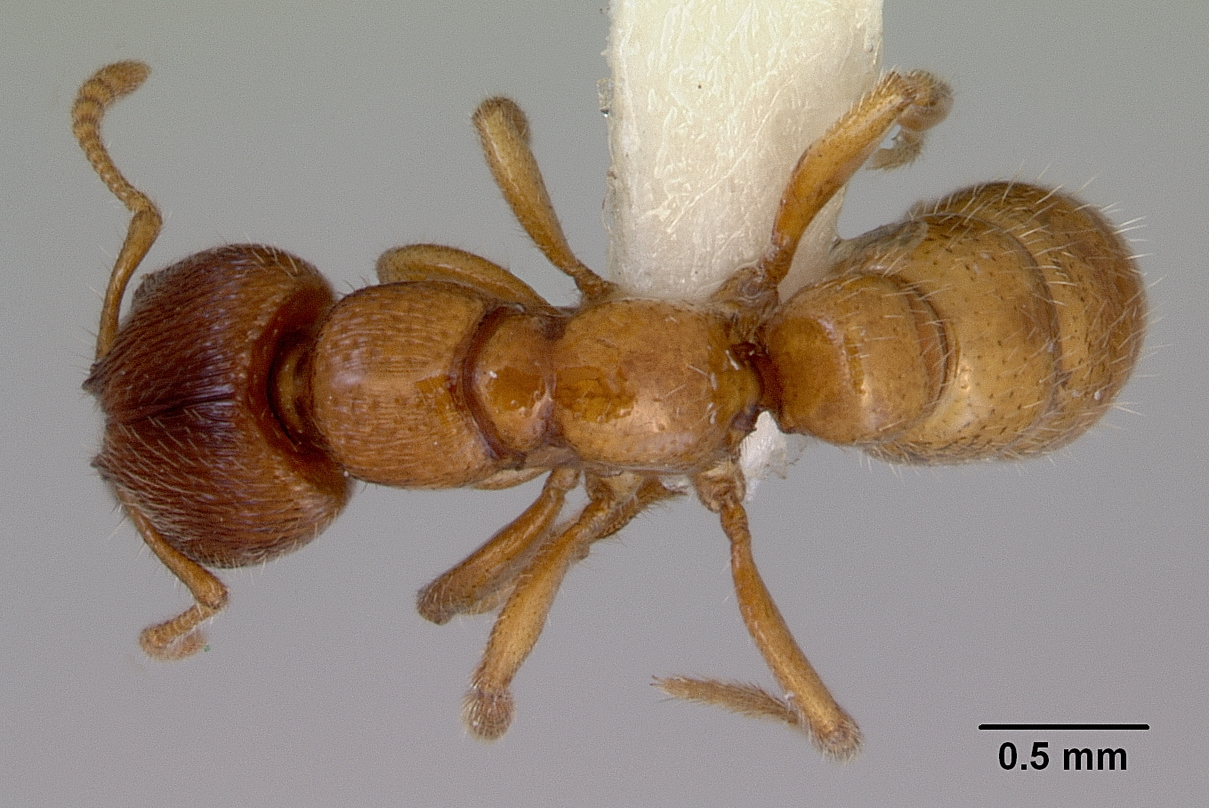
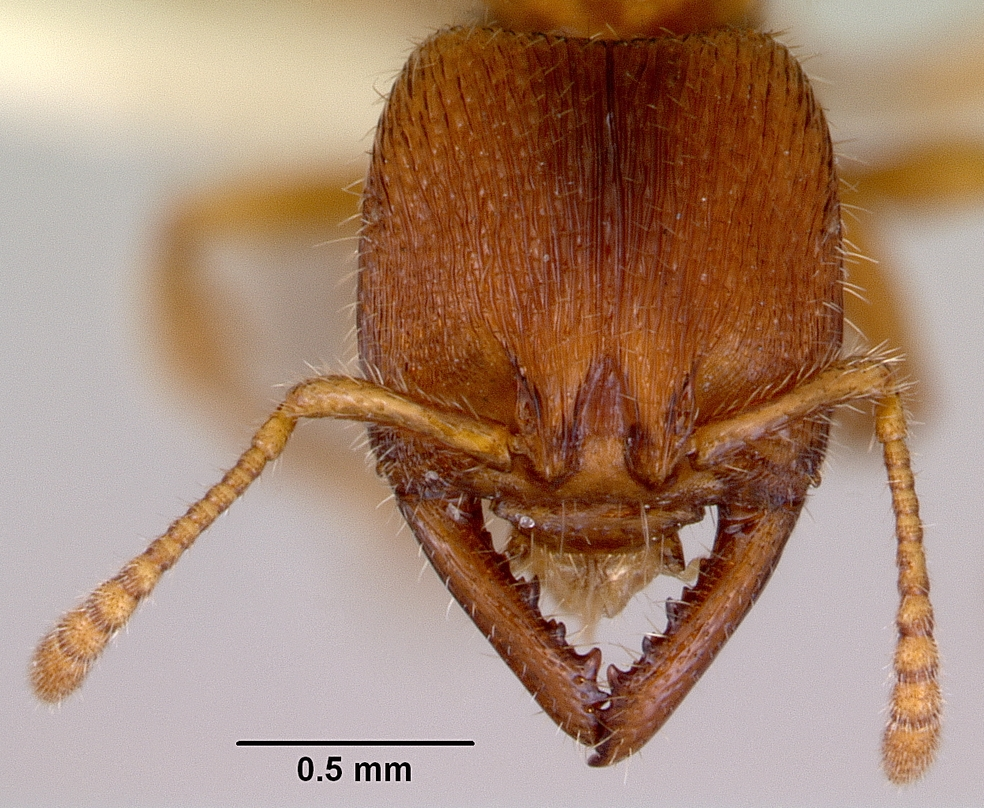
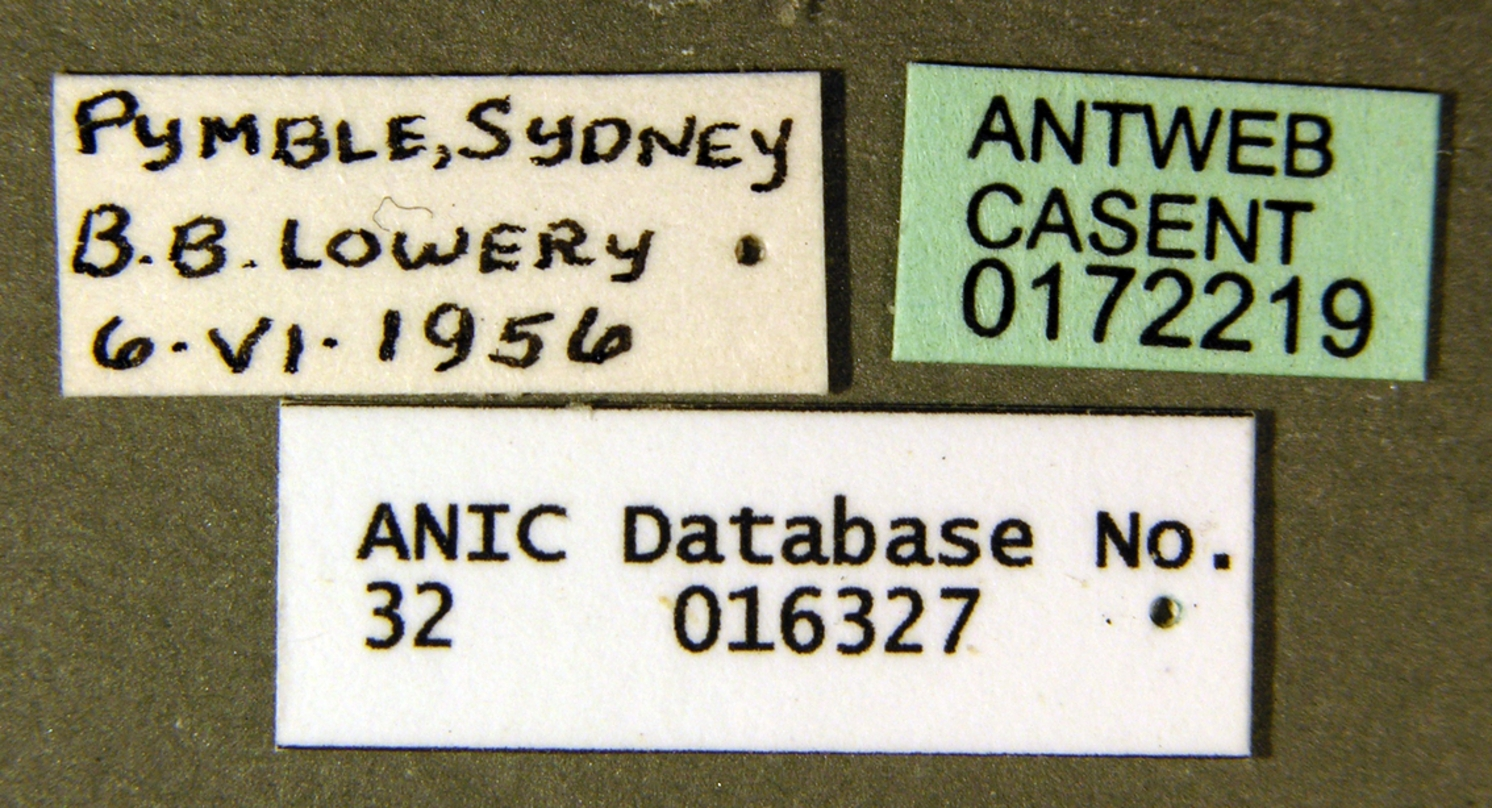
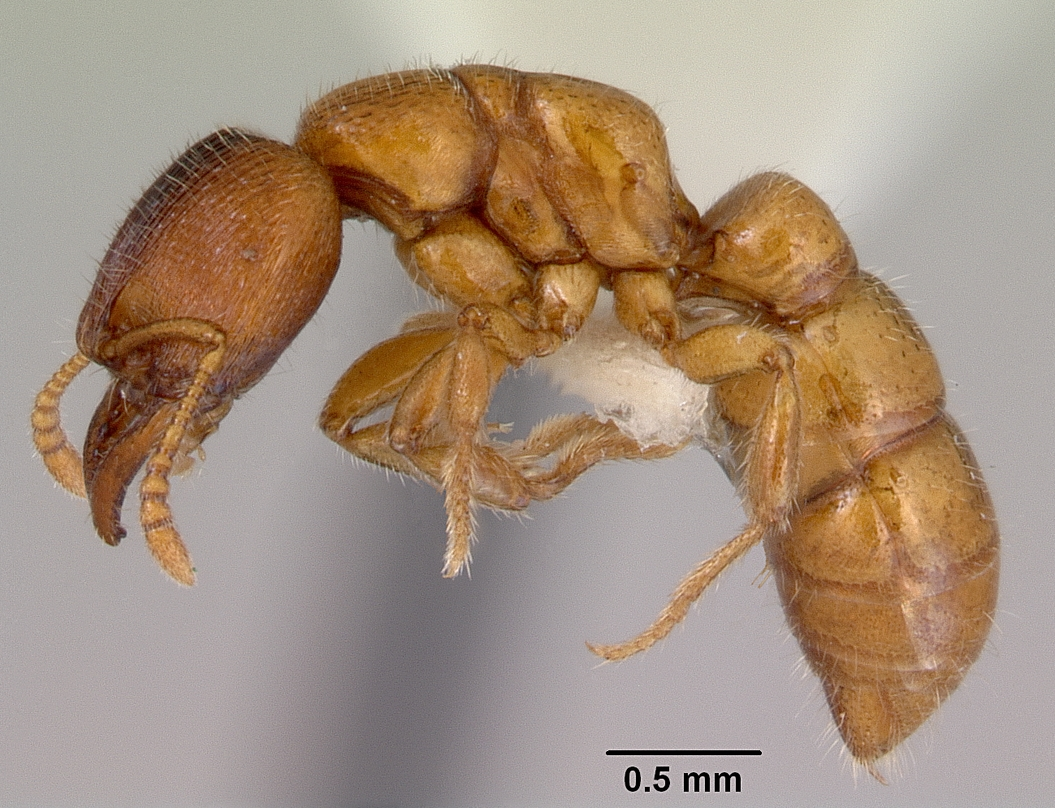